# Хлубна, Томаш
Томаш Хлубна (чеш. Tomáš Chlubna; 6 ноября 1972, Йиглава, Чехословакия) — чешский хоккеист, нападающий. Чемпион Чехословакии 1991 года, обладатель Континентального кубка 2007 года.

## Биография
Томаш Хлубна начал свою хоккейную карьеру в клубе «Дукла» Йиглава, в первом же сезоне став чемпионом Чехословакии. В дальнейшем он выступал за многие клубы в различных лигах. В основном играл в чешской Экстралиге за «Витковице», «Тршинец», «Карловы Вары» и «Зноймо». Самыми успешными сезонами Хлубны стали оба сезона в финском «Ювяскюля», в которых он забросил 63 шайбы в 117 матчах, став лучшим снайпером чемпионата Финляндии 2002 года (34 шайбы). Также он выступал в России за «Металлург Магнитогорск» и «Северсталь». Завершил карьеру в низших лигах Австрии.
В России Хлубна в известен из-за своего приёма против защитника ярославского «Локомотива» Алексея Стонкуса, в результате которого Стонкус получил травму позвоночника. Хлубна впоследствии был признан невиновным в травме Стонкуса.

## Достижения

### Командные
- Чемпион Чехословакии 1991
- Чемпион Норвегии 2006
- Обладатель Континентального кубка 2007
- Серебряный призёр чемпионата Чехии 1997, 1998 и Континентального кубка 2008
- Бронзовый призёр чемпионата Чехии 1999, чемпионата Белоруссии 2007 и чемпионата Латвии 2008

### Личные
- Лучший снайпер чемпионата Финляндии 2002 (34 шайбы), плей-офф чемпионата Норвегии 2006 (10 шайб) и Континентального кубка 2008 (4 шайбы)
- Лучший нападающий чемпионата Латвии 2008 и Континентального кубка 2008

## Статистика
Без учёта выступлений в австрийских низших лигах 2009-2012 гг.
- Чемпионат Чехии (Чехословакии) — 439 игр, 222 очка (147+75)
- Чемпионат Финляндии — 135 игр, 83 очка (64+19)
- Чемпионат Белоруссии — 62 игры, 51 очко (27+24)
- Чемпионат России — 52 игры, 25 очков (12+13)
- Чемпионат Норвегии — 25 игр, 27 очков (18+9)
- Чемпионат Латвии — 16 игр, 19 очков (13+6)
- Чемпионат Словакии — 14 игр, 3 очка (2+1)
- Чемпионат Австрии — 11 игр, 17 очков (8+9)
- Чешская первая лига — 10 игр, 7 очков (5+2)
- Континентальный кубок — 5 игр, 7 очков (6+1)
- Сборная Чехии — 5 игр, 2 шайбы[2]
- Российская высшая лига — 2 игры, 1 шайба
- Всего за карьеру — 776 игр, 464 очка (305 шайб+159 передач)

## Семья
Томаш Хлубна женат, его свадьба состоялась 20 мая 2000 года. У него двое сыновей: Томаш (род. в 2002 г.) и Тобиас (род. в 2005 г.). Старший сын Томаш считается одним из самых талантливых хоккеистов Чехии своей возрастной категории, выступает за команду «Дукла Йиглава» и юниорскую сборную Чехии.